# アルゲース
アルゲース（古希: Αργης, Argês）は、ギリシア神話に登場する単眼の巨人キュクロープス3兄弟の1人である。別名はアクモーニデース(Acmonides)やピュラクモーン(Pyracmon)である。その名は古典ギリシア語で「落雷」を意味する。
長母音を省略してアルゲスとも表記される。
ガイアとウーラノスの子で、ステロペースとブロンテースの兄弟である。ウーラノスは恐れて、キュクロープスとヘカトンケイルをガイアの腹の中に隠した。その後、ティーターノマキアーの際にゼウスによって解放され、兄弟とともにゼウスの雷を鍛えた。